# François Foppens
François Foppens (Bruxelles, fine XVI secolo – Bruxelles, 1686) è stato un tipografo belga attivo a Bruxelles nel diciassettesimo secolo.
Fu attivo dal 1637 alla sua morte. Suo figlio François II gli succedette dal 1689 al 1733 e ottenne un privilegio esclusivo per la stampa di varie opere tra cui L'imitazione di Cristo e le pièces teatrali e le opere in musica rappresentate al Théâtre de la Monnaie.
Suo figlio François III guidò la stamperia di famiglia tra il 1733 e il 1781.